# Street soccer

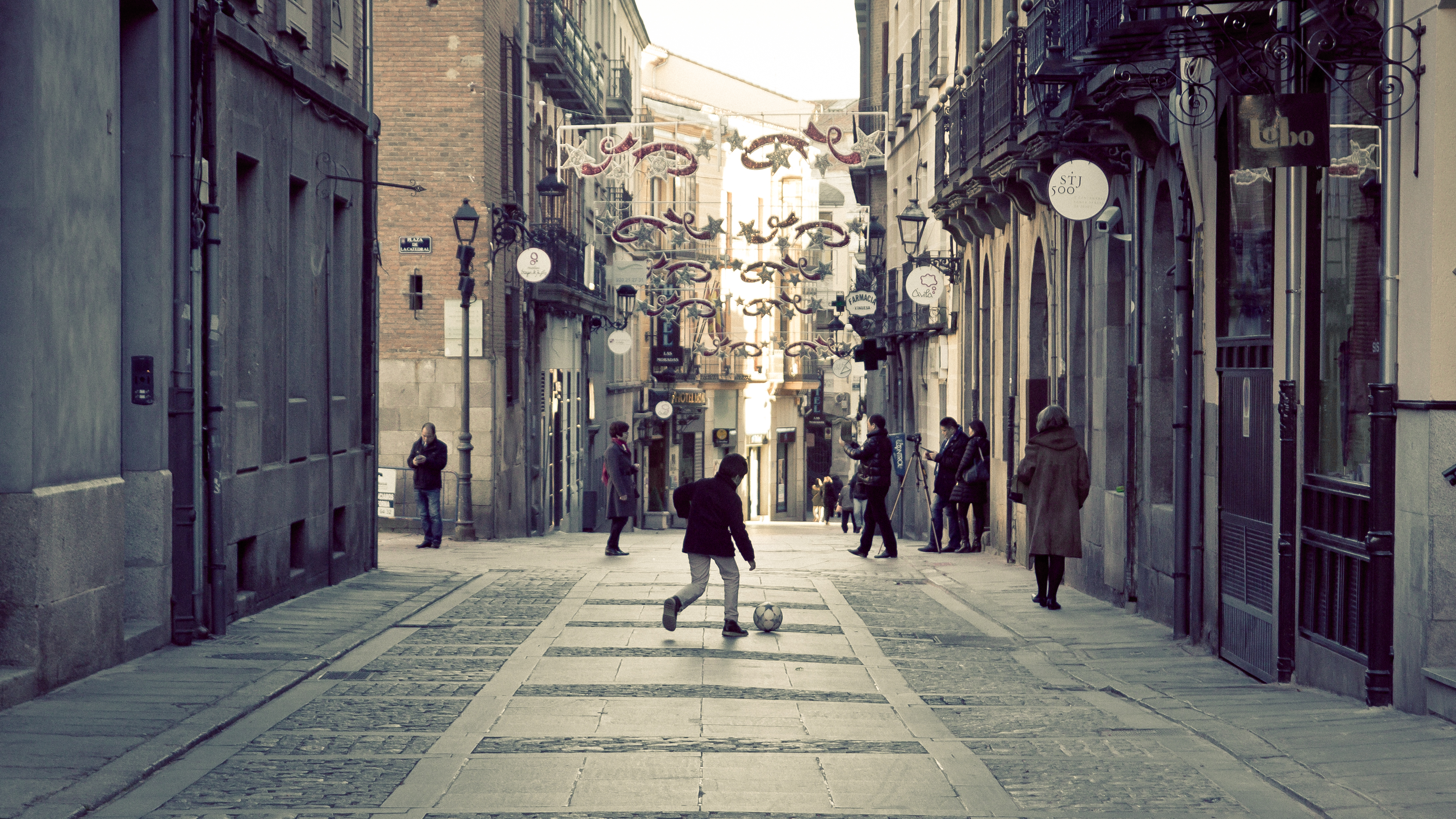
Un ragazzo che gioca con una palla in Calle de Alemania, Ávila, Spagna.

Lo street soccer è un tipo di calcio giocato solitamente su asfalto in un formato di gioco che va da 1vs1 al 4vs4, le regole fondamentali di questo gioco (nato in Brasile) sono semplici: il tunnel senza perdere il possesso della palla vale come un goal e, nell'1vs1, decreta la vittoria del giocatore. Il campo deve essere delimitato da sponde o muri. Le porte da street soccer regolari sono alte 30 cm per 50 cm di lunghezza e la palla utilizzata è a rimbalzo controllato size 4 con palla sempre in gioco, senza portieri, e dove il contatto fisico è severamente punito.